# An Lushan
An Lushan ou An Lushuan (20.º dia do primeiro mês, c. 703 - 29 de janeiro de 757) foi um revolucionário chinês quem entre 755 e 763 comandou uma revolta que abalou a Dinastia Tang.

## Vida
Era um general na dinastia Tang e é conhecido principalmente por instigar a Rebelião de An Lushan.
An Lushan era de origem soguediana e goturca, pelo menos por adoção. Ele alcançou proeminência militar ao defender a fronteira nordeste de Tang dos Khitans e outras ameaças. Ele foi convocado várias vezes para Chang'an, a capital Tang, e conseguiu ganhar o favor do chanceler Li Linfu e do imperador Xuanzong de Tang. Isso permitiu a An Lushan acumular poder militar significativo no nordeste da China. Após a morte de Li Linfu, sua rivalidade com o general Geshu Han e o chanceler Yang Guozhong criou tensões militares dentro do império.
Em 755, An Lushan, após 8 ou 9 anos de preparação, instigou a Rebelião An Lushan, proclamando-se governante de uma nova dinastia, Yan.